# 6120 Anhalt
För andra betydelser, se Anhalt (olika betydelser).
6120 Anhalt eller 1987 QR är en asteroid i huvudbältet som upptäcktes den 21 augusti 1987 av den tyske astronomen Freimut Börngen vid Tautenburg-observatoriet. Den är uppkallad efter den historiska furstendömet Anhalt.
Asteroiden har en diameter på ungefär 4 kilometer.